# Sigvart Johansen
Hans Sigvart Johansen (* 25. Dezember 1881 in Hærland; † 22. September 1964 in Bærum) war ein norwegischer Sportschütze.

## Erfolge
Sigvart Johansen nahm an den Olympischen Spielen 1920 in Antwerpen in zwei Disziplinen mit dem Kleinkalibergewehr teil. Im stehenden Anschlag gelang ihm dabei im Einzel keine vordere Platzierung. Im Mannschaftswettkampf belegte er dagegen mit Anton Olsen, Albert Helgerud, Olaf Sletten und Østen Østensen hinter der US-amerikanischen und der schwedischen Mannschaft den dritten Platz, womit er die Bronzemedaille gewann.
Sein Bruder Magnus Johansen war als Eisschnellläufer international erfolgreich.